# Boban Babunski
Boban Babunski (n. Skopie, Macedonia del Norte; 5 de mayo de 1968) es un exfutbolista macedonio que se desempeñaba como defensor.
Es padre de los futbolistas David Babunski, y Dorian Babunski.

## Clubes
| Club           | País      | Año       |
| -------------- | --------- | --------- |
| FK Vardar      | Macedonia | 1986-1992 |
| PFC CSKA Sofia | Bulgaria  | 1992-1994 |
| UE Lleida      | España    | 1994-1996 |
| Gamba Osaka    | Japón     | 1996-1998 |
| AEK Athens     | Grecia    | 1998-1999 |
| CD Logroñés    | España    | 1999-2000 |
| Sint-Truidense | Bélgica   | 2000      |
| Chemnitzer FC  | Alemania  | 2000      |
| FK Rabotnički  | Macedonia | 2001      |
| FK Kožuf       | Macedonia | 2008      |